# Port-sur-Seille
Port-sur-Seille ist eine französische Gemeinde mit 230 Einwohnern (Stand: 1. Januar 2022) im Département Meurthe-et-Moselle in der Region Grand Est (bis 2015 Lothringen). Sie gehört zum Arrondissement Nancy und zum Kanton Entre Seille et Meurthe.

## Geografie
Port-sur-Seille liegt etwa 26 Kilometer südlich von Metz an der Seille. Umgeben wird Port-sur-Seille von den Nachbargemeinden Morville-sur-Seille im Norden, Éply im Nordosten, Rouves im Osten, Clémery im Osten und Süden, Sainte-Geneviève im Südwesten sowie Atton im Westen.

## Bevölkerungsentwicklung
| Jahr                       | 1962 | 1968 | 1975 | 1982 | 1990 | 1999 | 2006 | 2019 |
| Einwohner                  | 180  | 147  | 162  | 170  | 203  | 193  | 221  | 229  |
| Quellen: Cassini und INSEE |      |      |      |      |      |      |      |      |

## Sehenswürdigkeiten
- Kirche Notre-Dame-de-l'Assomption, 1918 wiedererrichtet
- Schloss Dombasle
- Reste der Burg aus dem 14./15. Jahrhundert mit Donjon

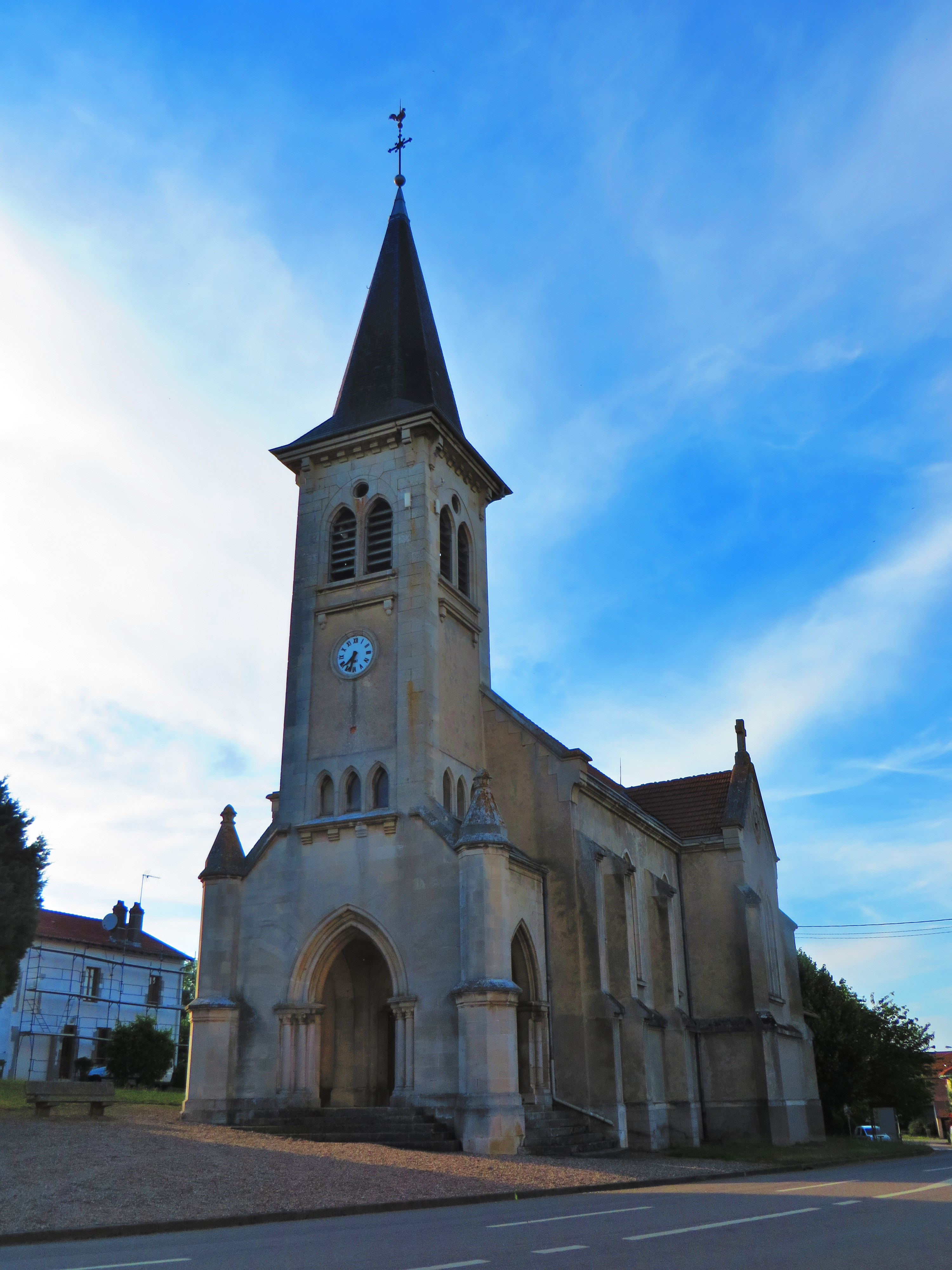
Kirche Notre-Dame-de-l'Assomption